# El Girbau de Dalt
El Girbau de Dalt, o El Girbau Sobirà, és una masia en runes de Granera, al Moianès. Pertany a la parròquia de Sant Martí de Granera. Entre la porta i la finestra es troba un gran rentamans format per pilars adossats a la paret que sostenen un arc de mig punt. Es pot observar la decoració a dau de les motllures laterals. Està inclosa a l'Inventari del Patrimoni Arquitectònic de Catalunya.

## Situació

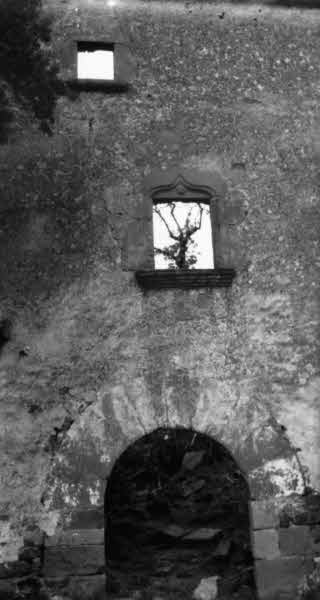
Porta principal i finestra gòtica del Girbau de Dalt (1990)

Està situada a 643,9 metres d'altitud al nord-oest del terme, al costat nord del Girbau de Baix, al nord-oest del poble de Granera. És a la dreta del torrent del Girbau, en el vessant occidental de la muntanya del Castellar. S'hi accedeix des de Granera pel camí de Monistrol de Calders a Granera. Passada la masia de Bigues, a 850 metres del poble, hom arriba a les roques de Caldat; des d'aquest lloc arrenca un camí cap al nord-est que fa la volta a la capçalera del torrent de Caldat i tot seguit a la part alta del torrent del Girbau. Al costat nord d'aquest torrent es troben les dues masies del Girbau, el Girbau de Dalt i el Girbau de Baix, on arriba en 2,3 quilòmetres més.